# 長野県穂高商業高等学校
長野県穂高商業高等学校（ながのけんほたかしょうぎょうこうとうがっこう）は、長野県安曇野市にある公立高等学校である。
略称は「穂商（ほしょう）」、文化祭は「穂商祭（ほしょうさい）」という。
第4通学区唯一の公立商業校である。

## 沿革
- 1914年7月 - 長野県学校組合立南安北部農学校として開校。
- 1944年2月 - 長野県穂高農業学校に改称。
- 1948年4月1日 - 学制改革により長野県穂高農業高等学校となる。定時制の川手分校を設置。
- 1948年8月 - 野球部が夏の甲子園に出場。（2回戦:函館工2-4）
- 1949年4月1日 - 長野県へ移管。
- 1950年 - 長野県穂高高等学校に改称。
- 1951年4月1日 - 普通科を設置、農業科募集停止。
- 1957年3月31日 - 川手分校を廃止。
- 1967年4月1日 - 普通科募集停止、商業科のみとなる。
- 1971年4月1日 - 長野県穂高商業高等学校に改称。
- 2002年4月1日 - 会計科新設。
- 2006年6月26日 - 松本大学、松本大学松商短期大学部との連携授業を開始。
- 2007年4月1日 - 会計科を情報マネジメント科と改称。

## 部活動
サッカー部は昭和34年（第38回）、昭和35年（第39回）、昭和37年（第41回）の全国高等学校サッカー選手権大会に長野県代表として出場した。

## 教育目標
- 自ら考え積極的に行動できる生徒の育成。

## 校章
- 校章

## 校歌・応援歌
- 校歌（作詞：高野辰之 作曲：信時潔）

## 最寄駅
- JR東日本大糸線：穂高駅

## 出身者
- 郷津雅夫 - 写真家（穂高高校卒業）